# Liste der Bodendenkmäler in Kirchlengern
Die Liste der Bodendenkmäler in Kirchlengern enthält die denkmalgeschützten unterirdischen baulichen Anlagen, Reste oberirdischer baulicher Anlagen, Zeugnisse tierischen und pflanzlichen Lebens und paläontologischen Reste auf dem Gebiet der Gemeinde Kirchlengern im Kreis Herford in Nordrhein-Westfalen (Stand: 31. Dezember 2014). Diese Bodendenkmäler sind in Teil B der Denkmalliste der Gemeinde Kirchlengern eingetragen; Grundlage für die Aufnahme ist das Denkmalschutzgesetz Nordrhein-Westfalen (DSchG NRW).
| Bild           | Bezeichnung                                              | Lage                                             | Beschreibung | Bauzeit | Eingetragen seit | Denkmal- nummer |
| -------------- | -------------------------------------------------------- | ------------------------------------------------ | ------------ | ------- | ---------------- | --------------- |
|                | Brandgräberfriedhof der römischen Kaiserzeit             | Südlengern Bereich Schimmelkamp Urnenstraße      |              |         | 12.07.1993       | 1               |
|                | Siedlungsplatz der römischen Kaiserzeit                  | Im Obrock 158                                    |              |         | 12.07.1993       | 2               |
|                | Siedlungsplatz der vorrömischen Eisenzeit und Kaiserzeit | Zwischen Brannecker Straße und Mülldeponie       |              |         | 12.07.1993       | 3               |
| weitere Bilder | Kloster Quernheim, Damenstift                            | Stift Quernheim Flächen rund um die Stiftskirche |              |         | 12.07.1993       | 4               |